# Википедия на языке суахили
Википе́дия на суахи́ли (суахили Wikipedia Kiswahili) — раздел Википедии на суахили.
Была открыта 8 марта 2003 года.
В 2009 году Google спонсировал создание статей в Википедии на суахили.
20 июня 2009 года был изменён вид главной страницы.
На 28 марта 2010 года количество статей в этом разделе составляло 16 785, что позволяло ей занимать 74 место среди всех Википедий.
А 28 мая 2011 года количество статей выросло до 21 557.
На 13 февраля 2025 года количество статей в этом разделе составляет 95 472, что позволяет ей занимать 76 место среди всех Википедий.
На 24 июня 2025 года количество статей в разделе составляет	100 018, что вывело её на 75-е место среди всех Википедий.
Википедия на суахили — крупнейший раздел среди Википедий на нигеро-конголезских языках.